# Olešnice (Rychnov nad Kněžnou)
Olešnice (Rychnov nad Kněžnou) é uma comuna checa localizada na região de Hradec Králové, distrito de Rychnov nad Kněžnou.